# アオハラニシブッポウソウ
アオハラニシブッポウソウ (青腹西仏法僧、学名Coracias cyanogaster)は、ブッポウソウ目ブッポウソウ科の鳥類。

## 形態
全長28-30cm、ニシコクマルガラスほどの大きさにもなる鳥である。背部は暗緑色、頭部、首部と胸部は白く、他の部分は青い。種小名cyanogasterは「青い腹」の意で、和名や英名と同義。成鳥の尾には長さ6cmの飾り羽がある。雌雄とも形態は同じで、幼鳥は成鳥よりも地味な色をしている。
体の鮮やかな青色が暗色の背と白い頭部とよく対比し、飾り羽をなびかせ、まっすぐ力強く飛翔する様子はよく目立つ。

## 生態
マメ科ジャケツイバラ亜科のイソベルリニア属の木の多い湿潤なサバナに生息する。留鳥であり、季節に従い短距離を移動する程度で渡りはしない。温暖で木がまばらに生えた開けた土地でよく見られる鳥である。本種は木、杭、電線などの目立つ場所にとまってバッタ等の獲物となる大きな昆虫類が現れるのを待っていることが多い。
求愛行動のディスプレイはタゲリと似ており、ころころと方向を頻繁に変えることから英名の「Roller」（転がるもの）がある。巣は木のうろに作る。
鳴き声は耳障りで甲高いガ・ガ・ガ。

## 分布
アフリカのセネガルから北東ザイールにかけての狭い地域で繁殖する。